# 선인덕수장씨정려각
선인덕수장씨정려각은 대한민국 충청남도 천안시 서북구에 있다. 1995년 5월 10일 천안시의 향토문화유산 제2호로 지정되었다.

## 개요
열녀 덕수장씨는 조선말기 사람으로 남편 정태양(鄭泰壤)의 병간호를 3년간 하는 동안 백방으로 약을 구하였으며 단(壇)을 설치하여 기도하였다. 부덕(婦德)이 세상에 널리 알려져 직산 유림들의 협찬으로 1966년 5월에 정려(旌閭)가 세워졌다.